# Hylemya longirostris
Hylemya longirostris är en tvåvingeart som beskrevs av Masayoshi Suwa 1989. Hylemya longirostris ingår i släktet Hylemya och familjen blomsterflugor.
Artens utbredningsområde är Nepal. Inga underarter finns listade i Catalogue of Life.